# سلطنة صنغاي
الصُّنغاي، وتكتب السونغاي أو السنغي أحيانًا، هي دولة ومملكة نشأت في غرب الساحل الإفريقي. امتد حكمها من 1464 إلى 1591، الصُّنغاي هي إحدى أكبر الإمبراطوريات في التاريخ الإفريقي. تحمل هذه الإمبراطورية نفس اسم المجموعة العرقية الحاكمة، السونغي. أنشأ سني علي مدينة كاغو (غاو) وجعلها العاصمة ، على الرغم أن دولة الصُّنغاي الصغيرة موجودة منذ القرن 11، مناطق قوتها كانت على منحنى نهر النيجر في النيجر وبوركينا فاسو الحاليين، وكانت المدن الهامة الأخرى في الإمبراطورية تمبكتو وجيني قد ضُمت في 1468 و 1475 على التوالي، حيث ازدهرت التجارة بين المناطق الحضرية.
كان تحكم الإمبراطورية سلالة سني في الفترة (1464-1493)، لكن استبدلتها في وقت لاحق سلالة أسكيا في الفترة (1493-1591).
خلال النصف الثاني من القرن ال13، وكان كاغو والمنطقة المحيطة بها نمت لتصبح مركزا تجاريا هاما وجذبت اهتمام إمبراطورية مالي في التوسع. مالي غزت كاغو في أواخر القرن ال13 وبقيت تحت هيمنة مالي حتى أواخر القرن ال14. ولكن كما بدأت إمبراطورية مالي في التفكك، أكدت من جديد الصُّنغاي السيطرة على كاغو. استغل حكام الصُّنغاي لاحقا ميزة ضعف إمبراطورية مالي في توسيع قاعدة الصُّنغاي. تحت حكم سني علي، تجاوزت الصُّنغاي الإمبراطورية مالي في المنطقة، والثروة، والسلطة، واستيعاب مساحات شاسعة من إمبراطورية مالي ووصلت إلى أقصى حد لها.
ابنه وخليفته، سني أبو بكر في الفترة (1492-1493)، وكان الحاكم الأقل نجاحا في الإمبراطورية، وعلى هذا النحو أطاح به محمد توري، واحد من قادة والده. وسمي في وقت لاحق أسكيا في الفترة (1493-1528) وضع الإصلاحات السياسية والاقتصادية في جميع أنحاء الإمبراطورية خلال فترة حكمه.
قام أحمد المنصور الذهبي بالتجهيز لحملة كبيرة انتهت بالاستيلاء على إمبراطورية الصُّنغاي بعد معركة تونبيدي سنة 1591.

## نظرة تاريخية

### الصُّنغاي قبل الإمبراطورية
في العصور القديمة كان هناك العديد من مجموعات مختلفة من الناس التي شكلت مجتمعة هوية الصُّنغاي. بين أول الناس الذين استقروا في منطقة كاغو كانت قبيلة «سوركو»، الذين أسسوا مستوطنات صغيرة على ضفاف نهر النيجر. والسوركو صمموا القوارب والزوارق من خشب شجرة كايلسيدرات أكاجو السنغال ومارسوا صيد الحيوانات والأسماك من قواربهم ووفرت وسائل النقل المائية السلع والعمالة. مجموعة أخرى من الناس انتقلت إلى المنطقة لاستغلال موارد النيجر وهي قبيلة «كاغو». كانت لكاغو صيادين ومتخصصين في صيد حيوانات النهر مثل التماسيح وفرس النهر. مجموعة أخرى معروفة من الناس تعرف أن سكنت تلك المنطقة هم قبيلة «الدو» . كانوا مزارعين الذين أكثروا من المحاصيل في الأراضي الخصبة المتاخمة للنهر. في وقت ما قبل القرن العاشر ، أخضع هؤلاء المستوطنين في وقت مبكر الأكثرُ قوة، ومن ركبوا الخيل المتحدثين بلغة الصُّنغاي، الذي أسس للسيطرة على المنطقة. كل هذه الفئات من الناس بدأت تدريجيا إلى التكلم بنفس اللغة وهم وبلادهم في نهاية المطاف أصبحت يعرفون باسم الالصُّنغاي.

### المملكة قبل الإمبراطورية
300 قبل الهجرة هي الفترة الأولى من تاريخ الصُّنغاي ، وتسبق تقلد أول ملوك الأزواء ، وهو زا الأيمن، ولا يعرف عن ملوكها شيء سوى أن السلطة كانت موزعة بين زعماء صيادي السمك أو سادة المياه والفلاحين أو سادة الأرض  وقد دأب الصيادون على الاعتداء على الفلاحين ممادفع بهؤلاء إلى التجمع والتكتل، واختاروا من بينهم ملوكاً لهم ، وذلك نحو 300 م، لكن هؤلاء لم يحققوا الحماية لرعاياهم. السمك أو سادة المياه ، ويدعى فاران ماكابوتو ،وينسب إليه تأسيس مدينة كاغو ، التي أصبحت فيما بعد عاصمة إمبراطورية الصُّنغاي ، وقد أطلق على هذه الفترة القديمة بالفترة الأسطورية ، أول من أسس ممكلة الصُّنغاي الوثنية هو الملك زاالأيمن ، ثم من بعده زازكي ، حتى وصل عددهم إلى أربعة عشر ملكاً. والذي أسلم منهم هو الملك الخامس عشر ، واسمه زاكُسُي (أو مسلم دَمْ في لغة الصُّنغاي ، ومعناه أسلم طوعاً بلا إكراه) 400 هـ/ 1010 م، ومنذ هذه التاريخ أصبحت مملكة الصُّنغاي مسلمة 

### سني علي
كان سني علي أول ملك لإمبراطورية الصُّنغاي والحاكم ال15 من سلالة سني.

## الصُّنغاي كإمبراطورية

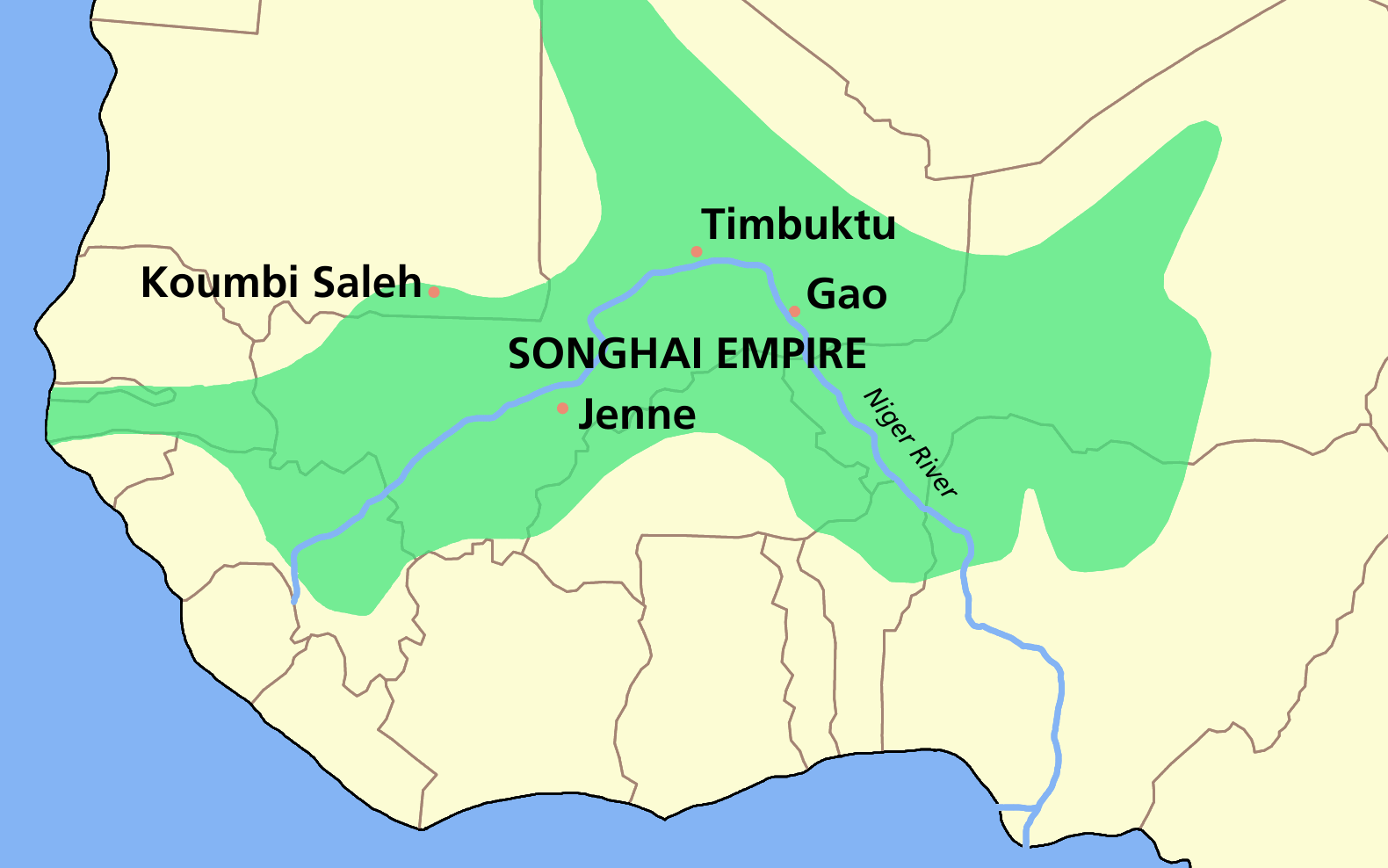
خريطة إمبراطورية الصُّنغاي

### أسكيا محمد

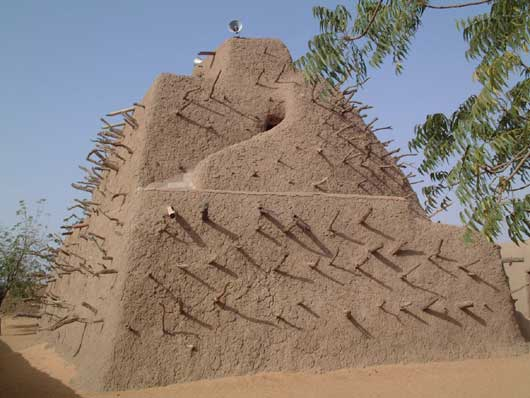
ضريح أسكيا محمد

انتقل حكم الصُّنغاي بعد وفاة سني علي إلى أسكيا محمد. 898 هـ ، بلغت دولة الصُّنغاي في عهد أسكيا محمد أوج ازدهارها فنُظمت الإدارة وجُهًز الجيش وضُمت إلى سلطة البلاد أراض جديدة في الشمال وعلى سواحل المحيط الأطلسي فاتسعت مملكة الصُّنغاي في عهده لتمتد من مناطق قبائل الفولاني وحوض السنغال في الغرب إلى منطقتي أغادس (تقع اليوم في وسط النيجر ) و دندي (تقع على نهر النيجر بين شمالي بنين وغربي نيجيريا). وحدود إمارات الهوسا في الشرق ، وقد رحل علماء من تمبكتو إلى هذه الجهات الشرقية من مملكة الصُّنغاي واقاموا هناك يفقهون الناس في الدين وينشرون الثقافة الإسلامية حتى امتد النفوذ الإسلامي إلى منطقة بحيرة تشاد وفي الجنوب امتدت الصُّنغاي في عهد أسكيا محمد من بلاد الموسي على حوض النيجر حتى عمق الصحراء الجزائرية شمالاً .